# منجال باغ
منجال باغ (1973 - 28 يناير 2021)، هو زعيم جماعة لشكر إسلام، وقد أشارت إليه عدة صحف باكستانية باسم حاجي أمير منجال باغ. وينتمي إلى قبيلة أفريدي.
باغ هو خليفة منير شاكر، وهو عالم ديوبندي أسس محطته الإذاعة في منطقة خيبر عام 2004، وقام بتسليم محطته الإذاعية إلى منجال باغ، وهو سائق محلي، ثم قام باغ بتشكيل جماعة لشكر إسلام. قالت مصادر حكومية أن مانجال باغ قُتل في هجوم بطائرة بدون طيار في 22 يوليو 2016 في ولاية ننكرهار بأفغانستان.
بينما في مايو 2017، اعترفت الحكومة الباكستانية ضمنياً بأن تقارير وفاته كانت خاطئة. وأضافت الولايات المتحدة باغ إلى قائمة المطلوبين من وزارة العدل الأمريكية، ورصدت مكافأة لمن يدلي بمعلومات عنه في 7 مارس 2018.